# Ikhlef Ahmed Hadj Allah
Ikhlef Ahmed Hadj Allah (arab. يخلف أحمد حاج الله, ur. 5 kwietnia 1961) – algierski bokser, olimpijczyk, uczestnik LIO 1984.
Podczas igrzysk w Los Angeles startował w wadze lekkopółśredniej. W pierwszej rundzie miał wolny los. W drugiej rundzie trafił na Umesha Maskeya z Nepalu. Allah wygrał z Maskeyem przez RSC. W trzeciej rundzie jego przeciwnikiem był Jean-Pierre Mbereke-Baban z Kamerunu, z którym przegrał na punkty (1-4). 